# Сусакон
Сусакон (исп. Susacón) — небольшой город и муниципалитет на северо-востоке центральной части Колумбии, на территории департамента Бояка. Входит в состав Северной провинции.

## История
Поселение, из которого позднее вырос город, было основано 18 декабря 1809 года.

## Географическое положение

Муниципалитет Сусакон

Город расположен в северо-восточной части департамента, в горной местности Восточной Кордильеры, к западу от реки Чикамоча, на расстоянии приблизительно 101 километра к северо-востоку от города Тунха, административного центра департамента. Абсолютная высота — 2485 метров над уровнем моря.
Муниципалитет Сусакон граничит на севере с территорией муниципалитета Соата, на северо-востоке — с муниципалитетом Боавита, на востоке — с муниципалитетом Ла-Увита, на юго-востоке — с муниципалитетом Херико, на юге — с муниципалитетом Сативанорте, на западе — с территорией департамента Сантандер. Площадь муниципалитета составляет 191 км².

## Население
По данным Национального административного департамента статистики Колумбии, совокупная численность населения города и муниципалитета в 2015 году составляла 3095 человек.
Динамика численности населения муниципалитета по годам:
| 2005 | 2006 | 2007 | 2008 | 2009 | 2010 | 2011 | 2012 | 2013 | 2014 | 2015 |
| ---- | ---- | ---- | ---- | ---- | ---- | ---- | ---- | ---- | ---- | ---- |
| 3698 | 3636 | 3571 | 3516 | 3445 | 3390 | 3333 | 3266 | 3214 | 3144 | 3095 |

Согласно данным переписи 2005 года мужчины составляли 50,9 % от населения Сусакона, женщины — соответственно 49,1 %. В расовом отношении всё население города составляли белые и метисы.
Уровень грамотности среди всего населения составлял 85,4 %.

## Экономика
70,3 % от общего числа городских и муниципальных предприятий составляют предприятия торговой сферы, 20,3 % — предприятия сферы обслуживания, 9,4 % — промышленные предприятия.

## Транспорт
Через город проходит национальное шоссе № 55.